# Cyphon sannoides
Cyphon sannoides là một loài bọ cánh cứng trong họ Scirtidae. Loài này được Yoshitomi miêu tả khoa học năm 1996.